# Jürss mejeri
Jürss mejeri är ett mejeri i Hälleforsnäs i Flens kommun specialiserat på ost.

## Historik
Företaget grundades av Claes och Kerstin Jürss, båda från Stockholm, som under femton år lärde sig att tillverka ost, först vid gårdsmejeriet i Trättgärde och från 1995 vid Rösta mejeri i jämtlandska Ås, där paret drev ett utbildningsmejeri i kommunal regi. År 2003 tilldelades paret Jürss Lilla Sällskapets diplom för sin osttillverkning. Senare samma år meddelade paret att de skulle lämna Jämtland för att starta ett produktionsmejeri i Flen.
Tillverkningen inleddes våren 2004 i det tidigare storköket på Änglundavägen i Flen.
När hyreskontraktet tog slut slutet av 2015 flyttade fabriken från Flen till Hälleforsnäs.